# اوبریوش
اوبریوش (به آلمانی: Oberjoch) یک منطقهٔ مسکونی در آلمان است که در باد هیندلانگ واقع شده‌است. اوبریوش ۲۰۰ نفر جمعیت دارد.